# Багамские Острова на летних Олимпийских играх 1952
Багамские Острова принимали участие в Летних Олимпийских играх 1952 года в Хельсинки (Финляндия) в первый раз за свою историю, но не завоевали ни одной медали. Сборную составляли семеро мужчин, они все соревновались в парусном спорте.
Самым молодым участником сборной был 22-летний Бэзил Тревор Келли, самым старшим — 44-летний Годфри Хиггс.

## Результаты
| Спортсмен                                               | Класс                               | Гонка (регата) | Гонка (регата) | Гонка (регата) | Гонка (регата) | Гонка (регата) | Гонка (регата) | Гонка (регата) | Очки | Место |
| Спортсмен                                               | Класс                               | 1              | 2              | 3              | 4              | 5              | 6              | 7              | Очки | Место |
| ------------------------------------------------------- | ----------------------------------- | -------------- | -------------- | -------------- | -------------- | -------------- | -------------- | -------------- | ---- | ----- |
| Кеннет Харрисон Эрл Олбери                              | Финн (одноместный швертбот)         | не финишировал | 15             | 10             | 13             | 7              | 8              | 11             | 3209 | 14    |
| Дарвард Ноулз Слоан Фаррингтон                          | Звёздный (двухместная килевая яхта) | 3              | 6              | 6              | 10             | 2              | 7              | 9              | 4828 | 5     |
| Доналд Притчард Бэзил Маккинни Бэзил Келли Годфри Хиггс | 5,5-метровый R-класс (килевая яхта) | 15             | 12             | 13             | 9              | 12             | 16             | 10             | 1529 | 15    |